# Сычёвское сельское поселение
Сычёвское се́льское поселе́ние — упразднённое в 2013 году муниципальное образование Жарковского района Тверской области.
Сычевское сельское поселение было образовано в 2005 году. Включило в себя территорию Сычёвского сельского округа.
Центр поселения — деревня Королевщина.
Законом Тверской области от 28 марта 2013 года № 19-ЗО Новосёлковское сельское поселение и Сычевское сельское поселение были преобразованы путём объединения во вновь образованное муниципальное образование Новосёлковское сельское поселение Жарковского района Тверской области. Центр поселения — посёлок Новосёлки.

## Географические данные
- Общая площадь: 103,3 км²
- Нахождение: юго-западная часть Жарковского района

Основные реки — Межа и её притоки Ельша и Полоска.

## Экономика
Основное сельхозпредприятие — СПК «Ельшинский».

## Население
По переписи 2002 года — 379 человек, на 01.01.2012 — 267 человек.

## Населённые пункты
На территории поселения находятся следующие населённые пункты:
| Тип  | Название     | Население | Население |
| Тип  | Название     | 1996      | 2008      |
| ---- | ------------ | --------- | --------- |
| дер. | Королевщина  | 164       | 131       |
| дер. | Абрамовщина  | 6         | 0         |
| дер. | Белейка      | 2         | 0         |
| дер. | Березовка    | 4         | 0         |
| дер. | Гатино       | 8         | 2         |
| дер. | Ковали       | 3         | 2         |
| дер. | Крутой Ручей | 12        | 2         |
| дер. | Леоновщина   | 17        | 12        |
| дер. | Ореховщина   | 12        | 6         |
| дер. | Пенное       | 2         | 0         |
| дер. | Полоска      | 107       | 72        |
| дер. | Полосы       | 53        | 30        |
| дер. | Студенец     | 18        | 9         |
| дер. | Сыр          | 28        | 20        |
| дер. | Сычёво       | 27        | 20        |

В 1995 году исключены из учетных данных деревни Моложи и Рясное.

## История
В 12-14 веках территория поселения входила в Великое княжество Смоленское, затем в состав его удела — Торопецкого княжества. С 1355 года находится в составе Великого княжества Литовского, с 1582 в составе Речи Посполитой. В 16 и 17 веках на некоторое время отходила к Русскому государству, и окончательно присоединена к России по первому разделу Польши в 1772 году.

После этого территория поселения относилась:
- в 1772—1776 к Псковской губернии
- в 1776—1796 к Полоцкой губернии
- в 1796—1802 к Белорусской губернии
- в 1802—1924 к Витебской губернии, Велижский уезд
- в 1924—1927 к Псковской губернии, Велижский уезд
- в 1927—1929 к Ленинградской области, Ильинский район
- в 1929—1937 к Западной области, Ильинский район
- в 1937—1944 к Смоленской области, Ильинский район
- в 1944—1945 к Великолукской области, Ильинский район
- в 1945—1957 к Великолукской области, Жарковский район
- в 1957—1960 к Калининской области, Жарковский район
- в 1960—1963 к Калининской области, Октябрьский район
- в 1963—1973 к Калининской области, Западнодвинский район
- в 1973—1990 к Калининской области, Жарковский район
- в 1990—2013 к Тверской области, Жарковский район.

## Известные люди
Миронов, Сергей Михайлович, деревня Полоска — родина его предков.